# 附馬牛村
附馬牛村（つきもうしむら）は、1954年（昭和29年）まで岩手県上閉伊郡にあった村。現在の遠野市附馬牛町上附馬牛・附馬牛町下附馬牛・附馬牛町安居台・附馬牛町東禅寺にあたる。

## 地理
- 山：早池峰山（1,917m）、薬師岳（1,645m）

## 沿革
- 1889年（明治22年）4月1日 - 町村制施行にともない、上附馬牛村・下附馬牛村・安居台村・東禅寺村の計4か村が合併して西閉伊郡附馬牛村が発足。
- 1897年（明治30年）4月1日 - 郡の統合により西閉伊郡と南閉伊郡が合併して上閉伊郡が発足[1]。上閉伊郡附馬牛村となる。
- 1954年（昭和29年）12月1日 - 遠野町・青笹村・綾織村・小友村・上郷村・土淵村・松崎村と合併し、遠野市となる。

## 行政

### 歴代村長
| 代 | 氏名         | 就任                   | 退任                       | 備考 |
| -- | ------------ | ---------------------- | -------------------------- | ---- |
| 1  | 福田熊八     | 1889年（明治22年）5月  | 1897年（明治30年）5月      |      |
| 2  | 小笠原小市   | 1897年（明治30年）8月  | 1898年（明治31年）3月      |      |
| 3  | 福田熊八     | 1898年（明治31年）5月  | 1898年（明治31年）10月     | 再任 |
| 4  | 新田庄太     | 1898年（明治31年）10月 | 1901年（明治34年）12月     |      |
| 5  | 野沢見代治   | 1901年（明治34年）12月 | 1903年（明治36年）1月      |      |
| 6  | 是川哲三     | 1903年（明治36年）4月  | 1905年（明治38年）9月      |      |
| 7  | 新田庄太     | 1905年（明治38年）9月  | 1910年（明治43年）6月      | 再任 |
| 8  | 小原藤一郎   | 1910年（明治43年）9月  | 1913年（大正2年）9月       |      |
| 9  | 及川悟       | 1914年（大正3年）10月  | 1915年（大正4年）10月      |      |
| 10 | 菅沼千太郎   | 1915年（大正4年）11月  | 1919年（大正8年）11月      |      |
| 11 | 新田庄太     | 1919年（大正8年）12月  | 1923年（大正12年）12月     | 三任 |
| 12 | 川上十蔵     | 1924年（大正13年）4月  | 1928年（昭和3年）3月       |      |
| 13 | 山本林蔵     | 1928年（昭和3年）3月   | 1933年（昭和8年）4月       |      |
| 14 | 藤田常吉     | 1933年（昭和8年）12月  | 1940年（昭和15年）12月     |      |
| 15 | 山本親邦     | 1940年（昭和15年）12月 | 1946年（昭和21年）11月     |      |
| 16 | 菊池直右衛門 | 1947年（昭和22年）4月  | 1954年（昭和29年）11月30日 |      |